# Dziwle
Dziwle [pronunciación en polaco: /ˈd͡ʑivlɛ/] es un pueblo ubicado en el distrito administrativo de Gmina Grabica, dentro del Distrito de Piotrków, Voivodato de Łódź, en Polonia central. Se encuentra aproximadamente a 3 kilómetros al norte de Grabica, a 17 kilómetros al noroeste de Piotrków Trybunalski, y a 30 kilómetros al sur de la capital regional Lodz.